# Ilana Cicurel
Ilana Cicurel (Parigi, 8 febbraio 1972) è un'avvocata e politica francese, europarlamentare della IX legislatura.

## Biografia
È figlia del musicista e filosofo Raymond Cicurel, che proveniva da una famiglia egiziana di ebrei sefarditi. Ha conseguito un dottorato in giurisprudenza all'Université Panthéon-Sorbonne. Ha anche studiato alla Harvard Law School come parte di una borsa di studio del programma Fulbright. Si è laureata presso l'Istituto di scienze politiche e filosofia di Parigi all'Università di Paris-Nanterre. Ha lavorato come docente accademico e giornalista, tra cui ha diretto programmi presso la stazione radio RCJ. Ha praticato l'attività di avvocato, specializzata in diritto della proprietà intellettuale e diritto della stampa.
È un'attivista dell'organizzazione ebraica Alleanza israelitica universale. Era la direttrice del suo dipartimento di educazione, poi direttrice generale dell'intera organizzazione. È entrata a far parte del partito La République en marche, nominata nell'ufficio esecutivo del partito e responsabile dell'istruzione, dell'istruzione superiore e della ricerca.
Alle elezioni europee del 2019, con la lista LREM, ha ottenuto il mandato di deputato della IX legislatura del Parlamento europeo, tuttavia, la sua adesione è stata sospesa fino alla Brexit. Alla fine è entrata al Parlamento europeo nel febbraio 2020.